# Буцхрикидзе, Платон Тарасович
Платон Тарасович Буцхрикидзе (11 февраля 1903 года, село Ахали-Тержола, Кутаисский уезд, Кутаисская губерния — неизвестно, Тбилиси, Грузинская ССР) — грузинский советский хозяйственный деятель, председатель исполнительного комитета Лагодехского районного Совета народных депутатов трудящихся Грузинской ССР. Герой Социалистического Труда (1949).

## Биография
Родился в 1903 году в крестьянской семье в селе Ахали-Тержола Кутаисского уезда (сегодня — Тержольский муниципалитет). Окончил местную сельскую школу. В середине 1920-х годов служил в Красной Армии. Получив высшее образование, трудился на различных административных и хозяйственных должностях в Грузинской ССР. За свою деятельность в годы Великой Отечественной войны был награждён медалью «За оборону Кавказа». В послевоенные годы был избран председателем Лагодехского районного Совета.
Занимался восстановлением сельского хозяйства в Лагодехском районе. Благодаря его деятельности за годы Четвёртой пятилетки (1946—1950) сельскохозяйственные предприятия Лагодехского района достигли довоенного уровня производства сельскохозяйственной продукции. В 1948 году в целом по району плановый сбор урожая табака превысил запланированный на 15,2 %. Указом Президиума Верховного Совета СССР «О присвоении звания Героя Социалистического Труда передовикам сельского хозяйства Грузинской ССР» от 3 мая 1949 года удостоен звания Героя Социалистического Труда за «получение высоких урожаев кукурузы и табака в 1948 году» с вручением ордена Ленина и золотой медали «Серп и Молот» (№ 3487).
Этим же Указом званием Героя Социалистического Труда были награждены председатель Лагодехского районного комитета партии Шалва Дмитриевич Нуцубидзе, заведующий районным отделом сельского хозяйства Афанасий Георгиевич Закариадзе, главный районный агроном Иосиф Цкалобович Чиринашвили и 23 колхозников различных колхозов Лагодехского района, в том числе председатель колхоза «Ленинис андердзи» Георгий Александрович Гочелашвили.
В 1949 году сельскохозяйственные предприятия Лагодехского района в целом по району перевыполнили план по сбору урожая табака на 32,5 %. За выдающиеся трудовые районные показатели был награждён вторым Орденом Ленина.
Избирался депутатом Лагодезского районного Совета народных депутатов.
В последующем переехал в Тбилиси. С 1972 года — персональный пенсионер союзного значения. Дата его смерти не установлена.
Награды
- Герой Социалистического Труда
- Орден Ленина — дважды (1949; 29.09.1950)
- Медаль «За оборону Кавказа» (01.05.1944)